# 259
| [ Edytuj tabelę ] |                                       |
| Władca Korei      | - 248 Chungch’ŏn 270                  |
| Papież            | - 259 Dionizy 268                     |
| Król Persji       | - 241 Szapur I 272                    |
| Cesarz Rzymu      | - 253 Walerian I 260 - 253 Galien 268 |

Rok 259 / CCLIX
stulecia: II wiek ~
III wiek ~
IV wiek

lata: 249 «
254 «
255 «
256 «
257 «
258 «
259
» 260
» 261
» 262
» 263
» 264
» 269

## Wydarzenia
Cesarstwo Rzymskie
- 22 lipca – Dionizy został papieżem.
- Rzymski dowódca Postumus, ogłoszony cesarzem po zwycięstwie nad Frankami, utworzył na obszarze rzymskich terytoriów w Galii, Germanii, Brytanii i Hiszpanii własne niezależne od Rzymu cesarstwo, tzw. cesarstwo galijskie.

## Urodzili się
- Agapit z Palestriny, męczennik chrześcijański (zm. 274).

## Zmarli
- 10 stycznia – Polieukt, rzymski żołnierz, męczennik chrześcijański.
- 6 maja – Marian i Jakub, męczennicy z Lambæsis.
- 21 sierpnia – Kwadrat, biskup Utyki.